# Gwijde II van Ponthieu
Gwijde II van Ponthieu (overleden te Efeze op 25 december 1147) was van 1126 tot aan zijn dood graaf van Ponthieu. Hij behoorde tot het huis Bellême-Montgommery.

## Levensloop
Gwijde II was een zoon van graaf Willem I van Ponthieu, eveneens heer van Alençon, en diens echtgenote Helena, dochter van hertog Odo I van Bourgondië.
In 1126 stond zijn vader het graafschap Ponthieu af aan Gwijde, om zich beter aan zijn Normandische bezittingen te kunnen wijden. Als graaf van Ponthieu stichtte Gwijde in 1137 de Abdij van Valloires en deed hij in 1139 een donatie aan de Abdij van Cluny.
In 1146 vertrok Gwijde met zijn vader naar het Heilige Land om deel te nemen aan de Tweede Kruistocht. Na een korte ziekte overleed hij op kerstdag 1147 in Efeze. Gwijde werd bijgezet in een van de kerken van de stad.

## Huwelijk en nakomelingen
Gwijde was gehuwd met ene Ida, een vrouw wier afkomst onbekend gebleven is. Ze kregen volgende kinderen:
- Jan I (1141-1191), graaf van Ponthieu
- Gwijde, heer van Noyelle
- Agnes, abdis van de Abdij van Montreuil

## Voorouders
| Voorouders van Gwijde II van Ponthieu (-1147) | Voorouders van Gwijde II van Ponthieu (-1147)                         | Voorouders van Gwijde II van Ponthieu (-1147)                         | Voorouders van Gwijde II van Ponthieu (-1147)                         | Voorouders van Gwijde II van Ponthieu (-1147)                         | Voorouders van Gwijde II van Ponthieu (-1147)                         | Voorouders van Gwijde II van Ponthieu (-1147)                         | Voorouders van Gwijde II van Ponthieu (-1147)                         | Voorouders van Gwijde II van Ponthieu (-1147)                         |
| --------------------------------------------- | --------------------------------------------------------------------- | --------------------------------------------------------------------- | --------------------------------------------------------------------- | --------------------------------------------------------------------- | --------------------------------------------------------------------- | --------------------------------------------------------------------- | --------------------------------------------------------------------- | --------------------------------------------------------------------- |
| Overgrootouders                               | Rogier II van Montgomery (1010-1094) ∞ Mabilla van Bellême (-1079)    | Rogier II van Montgomery (1010-1094) ∞ Mabilla van Bellême (-1079)    | Gwijde I van Ponthieu (-1100) ∞ Adela (-)                             | Gwijde I van Ponthieu (-1100) ∞ Adela (-)                             | Hendrik van Bourgondië (1035-1066) ∞ ? (-)                            | Hendrik van Bourgondië (1035-1066) ∞ ? (-)                            | Willem I van Bourgondië (1020-1087) ∞ Stephania van Longwy-Metz       | Willem I van Bourgondië (1020-1087) ∞ Stephania van Longwy-Metz       |
| Grootouders                                   | Robert II van Bellême (1052-1130) ∞ Agnes van Ponthieu (-1105)        | Robert II van Bellême (1052-1130) ∞ Agnes van Ponthieu (-1105)        | Robert II van Bellême (1052-1130) ∞ Agnes van Ponthieu (-1105)        | Robert II van Bellême (1052-1130) ∞ Agnes van Ponthieu (-1105)        | Odo I van Bourgondië (1060-1102) ∞ Sibylla van Bourgondië (1065-1101) | Odo I van Bourgondië (1060-1102) ∞ Sibylla van Bourgondië (1065-1101) | Odo I van Bourgondië (1060-1102) ∞ Sibylla van Bourgondië (1065-1101) | Odo I van Bourgondië (1060-1102) ∞ Sibylla van Bourgondië (1065-1101) |
| Ouders                                        | Willem I van Ponthieu (1095-1171) ∞ Helena van Bourgondië (1080-1141) | Willem I van Ponthieu (1095-1171) ∞ Helena van Bourgondië (1080-1141) | Willem I van Ponthieu (1095-1171) ∞ Helena van Bourgondië (1080-1141) | Willem I van Ponthieu (1095-1171) ∞ Helena van Bourgondië (1080-1141) | Willem I van Ponthieu (1095-1171) ∞ Helena van Bourgondië (1080-1141) | Willem I van Ponthieu (1095-1171) ∞ Helena van Bourgondië (1080-1141) | Willem I van Ponthieu (1095-1171) ∞ Helena van Bourgondië (1080-1141) | Willem I van Ponthieu (1095-1171) ∞ Helena van Bourgondië (1080-1141) |